# Villars-Saint-Georges
Pour les articles homonymes, voir Villars, Saint-Georges, Saint Georges et Georges.
Villars-Saint-Georges est une commune française située dans le département du Doubs, la région culturelle et historique de Franche-Comté et la région administrative Bourgogne-Franche-Comté. Les habitants se nomment les Toc Chan de V'La" (toucheurs de chêne de la forêt de Chaux).

## Géographie

### Climat
Pour des articles plus généraux, voir Climat de la Bourgogne-Franche-Comté et Climat du Doubs.
En 2010, le climat de la commune est de type climat de montagne, selon une étude du Centre national de la recherche scientifique s'appuyant sur une série de données couvrant la période 1971-2000. En 2020, Météo-France publie une typologie des climats de la France métropolitaine dans laquelle la commune est exposée à un climat semi-continental et est dans la région climatique  Jura, caractérisée par une forte pluviométrie en toutes saisons (1 000 à 1 500 mm/an), des hivers rigoureux et un ensoleillement médiocre. 
Pour la période 1971-2000, la température annuelle moyenne est de 10,6 °C, avec une amplitude thermique annuelle de 17,2 °C. Le cumul annuel moyen de précipitations est de 1 173 mm, avec 12,9 jours de précipitations en janvier et 9,3 jours en juillet. Pour la période 1991-2020, la température moyenne annuelle observée sur la station météorologique de Météo-France la plus proche, « Dannemarie-sur-Crète », sur la commune de Dannemarie-sur-Crète à 10 km à vol d'oiseau, est de 11,3 °C et le cumul annuel moyen de précipitations est de 1 066,6 mm. 
La température maximale relevée sur cette station est de 39,9 °C, atteinte le 25 juillet 2019 ; la température minimale est de −22 °C, atteinte le 9 janvier 1985,,. 
Les paramètres climatiques de la commune ont été estimés pour le milieu du siècle (2041-2070) selon différents scénarios d'émission de gaz à effet de serre à partir des nouvelles projections climatiques de référence DRIAS-2020. Ils sont consultables sur un site dédié publié par Météo-France en novembre 2022.

## Urbanisme

### Typologie
Au 1er janvier 2024, Villars-Saint-Georges est catégorisée commune rurale à habitat dispersé, selon la nouvelle grille communale de densité à 7 niveaux définie par l'Insee en 2022.
Elle est située hors unité urbaine. Par ailleurs la commune fait partie de l'aire d'attraction de Besançon, dont elle est une commune de la couronne,. Cette aire, qui regroupe 310 communes, est catégorisée dans les aires de 200 000 à moins de 700 000 habitants,.

### Occupation des sols
L'occupation des sols de la commune, telle qu'elle ressort de la base de données européenne d’occupation biophysique des sols Corine Land Cover (CLC), est marquée par l'importance des territoires agricoles (71,1 % en 2018), en diminution par rapport à 1990 (75,9 %). La répartition détaillée en 2018 est la suivante : 
prairies (36 %), zones agricoles hétérogènes (28 %), forêts (23,8 %), terres arables (7 %), zones urbanisées (4,9 %), eaux continentales (0,3 %). L'évolution de l’occupation des sols de la commune et de ses infrastructures peut être observée sur les différentes représentations cartographiques du territoire : la carte de Cassini (XVIIIe siècle), la carte d'état-major (1820-1866) et les cartes ou photos aériennes de l'IGN pour la période actuelle (1950 à aujourd'hui).

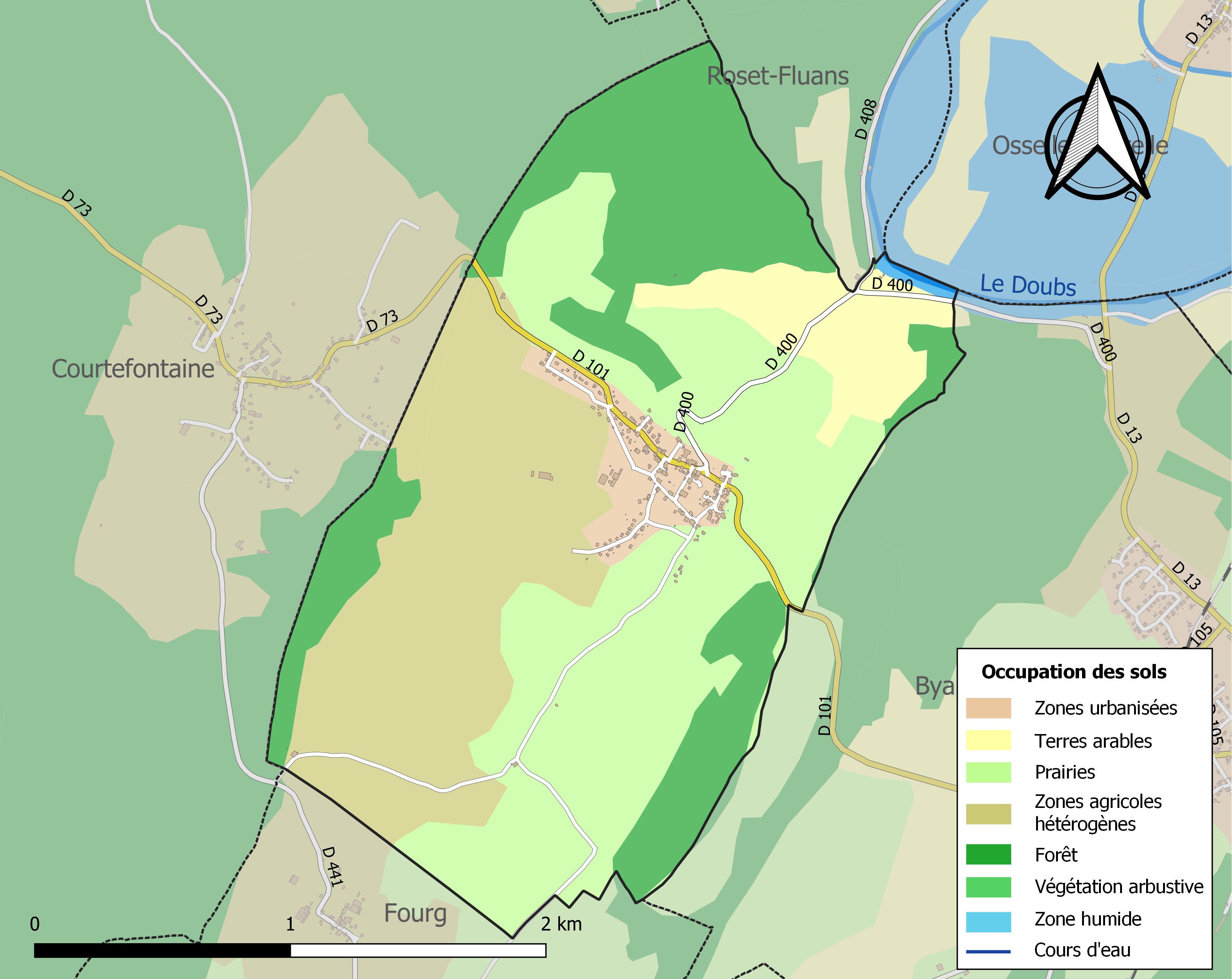
Carte des infrastructures et de l'occupation des sols de la commune en 2018 (CLC).

## Toponymie
Villario sancti Georgii en 1143 ; Viler san jorge en 1259 ; Vilert seint george en 1352 ; Viller saint george en 1384 et 1480.
Au cours de la Révolution française, la commune porta provisoirement le nom de Bonfruit.

## Histoire
Au XIIIe siècle, les terres de Villars-Saint-Georges appartenaient à Guillaume d’Abbans. Une quarantaine de personnes habitent alors le village. En 1583, le domaine est devenu seigneurie. Thomas de Jouffroy est seigneur d'Abbans et de Villars-Saint-Georges. Ses descendants conserveront le fief jusqu'en 1742, année où ils le vendirent au magistrat Étienne Pourcy qui le céda, en 1763, à Charles-Frédéric Arbilleur, avocat au Parlement.

## Héraldique
| Blason de Villars-Saint-Georges | Blason  | Coupé en branches de sapin : au 1) de sinople plain, au 2) d’argent au vigneron au naturel. |
| Blason de Villars-Saint-Georges | Détails | Le statut officiel du blason reste à déterminer.                                            |

## Politique et administration
| Période                                  | Période | Identité                 | Étiquette | Qualité  |
| ---------------------------------------- | ------- | ------------------------ | --------- | -------- |
| 1790                                     | 1792    | Jacques Guyon            |           |          |
| 1792                                     | 1793    | Jean-Baptiste Boucon     |           |          |
| 1793                                     | 1794    | Guillaume Gey            |           |          |
| 1794                                     | 1800    | Claude Arbey             |           |          |
| 1800                                     | 1813    | Adrien Donez             |           |          |
| 1813                                     | 1815    | Anatoile Dard            |           |          |
| 1815                                     | 1817    | Louis-Xavier Nelaton     |           |          |
| 1817                                     | 1821    | Adrien Donez             |           |          |
| 1821                                     | 1824    | Antoine Pernaud          |           |          |
| 1824                                     | 1831    | François Boucon          |           |          |
| 1831                                     | 1832    | Louis Pain               |           |          |
| 1832                                     | 1837    | Anatoile Dard            |           |          |
| 1837                                     | 1838    | Etienne Girard           |           |          |
| 1838                                     | 1841    | Louis Pain               |           |          |
| 1841                                     | 1844    | Georges Paturot          |           |          |
| 1844                                     | 1849    | Anatoile Boucon          |           |          |
| 1849                                     | 1857    | Jean Margelin            |           |          |
| 1857                                     | 1860    | Georges Paturot          |           |          |
| 1860                                     | 1862    | Jacques-Joseph Guerrin   |           |          |
| 1862                                     | 1863    | Etienne Jobard           |           |          |
| 1863                                     | 1877    | Jacques-Joseph Guerrin   |           |          |
| 1877                                     | 1878    | Jean-François Coffin     |           |          |
| 1878                                     | 1880    | Georges Paturot          |           |          |
| 1880                                     | 1888    | Renobert Genoux          |           |          |
| 1888                                     | 1889    | Jean-Jacques Guerrin     |           |          |
| 1889                                     | 1905    | Jean-Baptiste Arbez      |           |          |
| 1905                                     | 1921    | Louis Chatot             |           |          |
| 1921                                     | 1947    | Narcisse Dredoux         |           |          |
| 1947                                     | 1950    | Lucien Paturot           |           |          |
| 1950                                     | 1953    | Pierre Boucon            |           |          |
| 1953                                     | 1965    | Ferdinand Emile Nuninger |           |          |
| 1965                                     | 1968    | Victor Anguenot          |           |          |
| 1968                                     | 1977    | Amédée Sinibaldi         |           |          |
| 1977                                     | 1983    | Jean-Pierre Boucon       |           |          |
| 1983                                     | 1995    | André Dufour             |           |          |
| 1995                                     | 2020    | Jean-Claude Zeisser      | DVD       | Retraité |
| 2020                                     | 2026    | Damien Legain            |           |          |
| Les données manquantes sont à compléter. |         |                          |           |          |

## Démographie
L'évolution du nombre d'habitants est connue à travers les recensements de la population effectués dans la commune depuis 1593. Pour les communes de moins de 10 000 habitants, une enquête de recensement portant sur toute la population est réalisée tous les cinq ans, les populations de référence des années intermédiaires étant quant à elles estimées par interpolation ou extrapolation. Pour la commune, le premier recensement exhaustif entrant dans le cadre du nouveau dispositif a été réalisé en 2005.

En 2022, la commune comptait 283 habitants, en évolution de +4,81 % par rapport à 2016 (Doubs : +1,88 %, France hors Mayotte : +2,11 %).
| 1593 | 1657 | 1688 | 1790 | 1800 | 1806 | 1821 | 1831 | 1836 |
| ---- | ---- | ---- | ---- | ---- | ---- | ---- | ---- | ---- |
| 186  | 85   | 85   | 375  | 390  | 342  | 324  | 370  | 360  |

| 1841 | 1846 | 1851 | 1856 | 1861 | 1866 | 1872 | 1876 | 1881 |
| ---- | ---- | ---- | ---- | ---- | ---- | ---- | ---- | ---- |
| 346  | 341  | 318  | 293  | 276  | 284  | 230  | 223  | 228  |

| 1886 | 1891 | 1896 | 1901 | 1906 | 1911 | 1921 | 1926 | 1931 |
| ---- | ---- | ---- | ---- | ---- | ---- | ---- | ---- | ---- |
| 219  | 212  | 213  | 180  | 174  | 175  | 151  | 144  | 126  |

| 1936 | 1946 | 1954 | 1962 | 1968 | 1975 | 1982 | 1990 | 1999 |
| ---- | ---- | ---- | ---- | ---- | ---- | ---- | ---- | ---- |
| 130  | 140  | 135  | 144  | 134  | 120  | 143  | 153  | 181  |

| 2005 | 2006 | 2010 | 2015 | 2020 | 2022 | - | - | - |
| ---- | ---- | ---- | ---- | ---- | ---- | - | - | - |
| 228  | 231  | 246  | 265  | 284  | 283  | - | - | - |

## Lieux et monuments
- L'église Saint-Georges dont la cloche, exécutée par Lièvremont (fondeur de cloches à Pontarlier) en 1750, est classée au titre objet Monument Historique depuis le 29 octobre 1942[21].
- La fontaine-lavoir-abreuvoir située en contrebas de l'église.

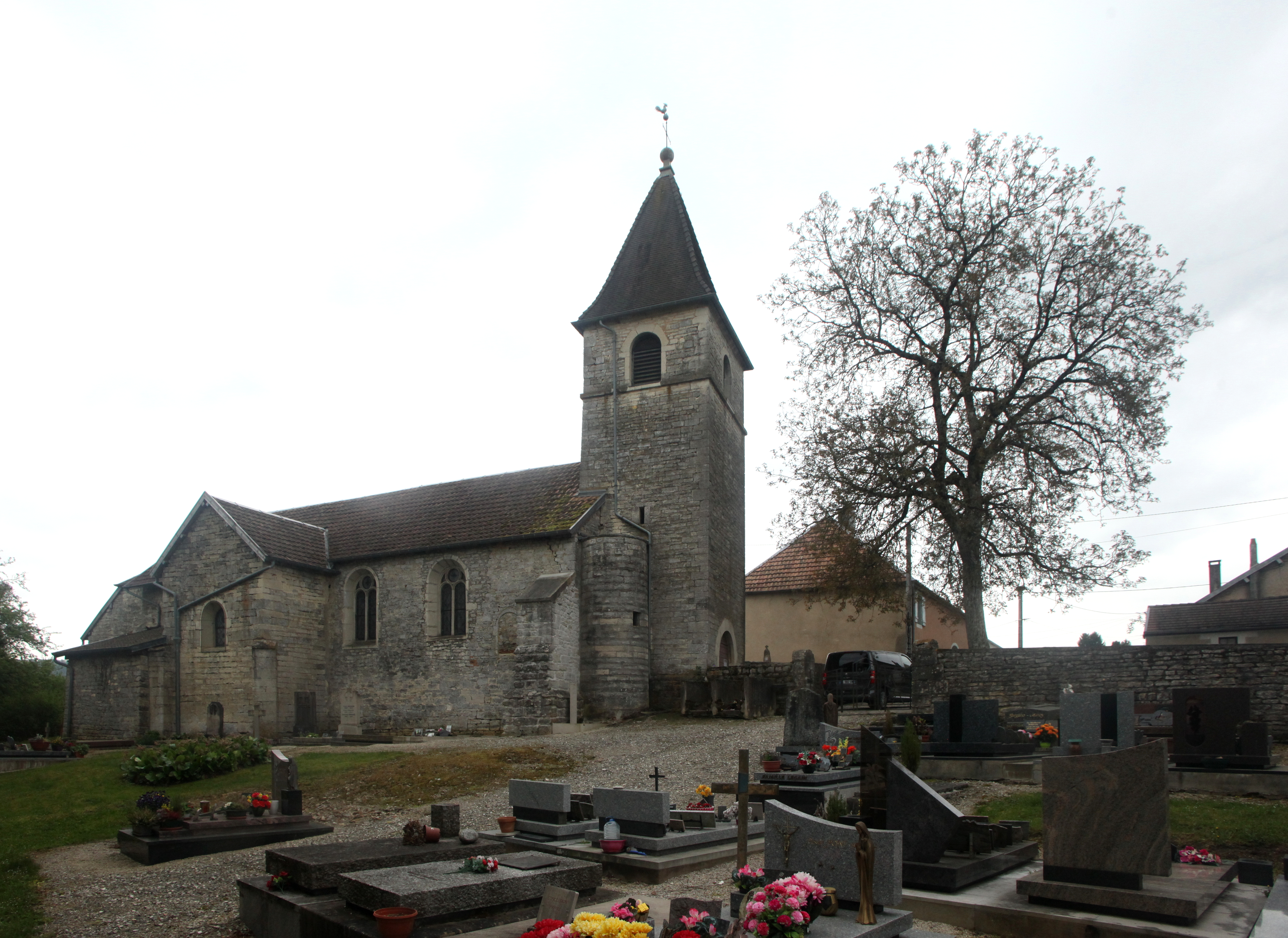
Église.
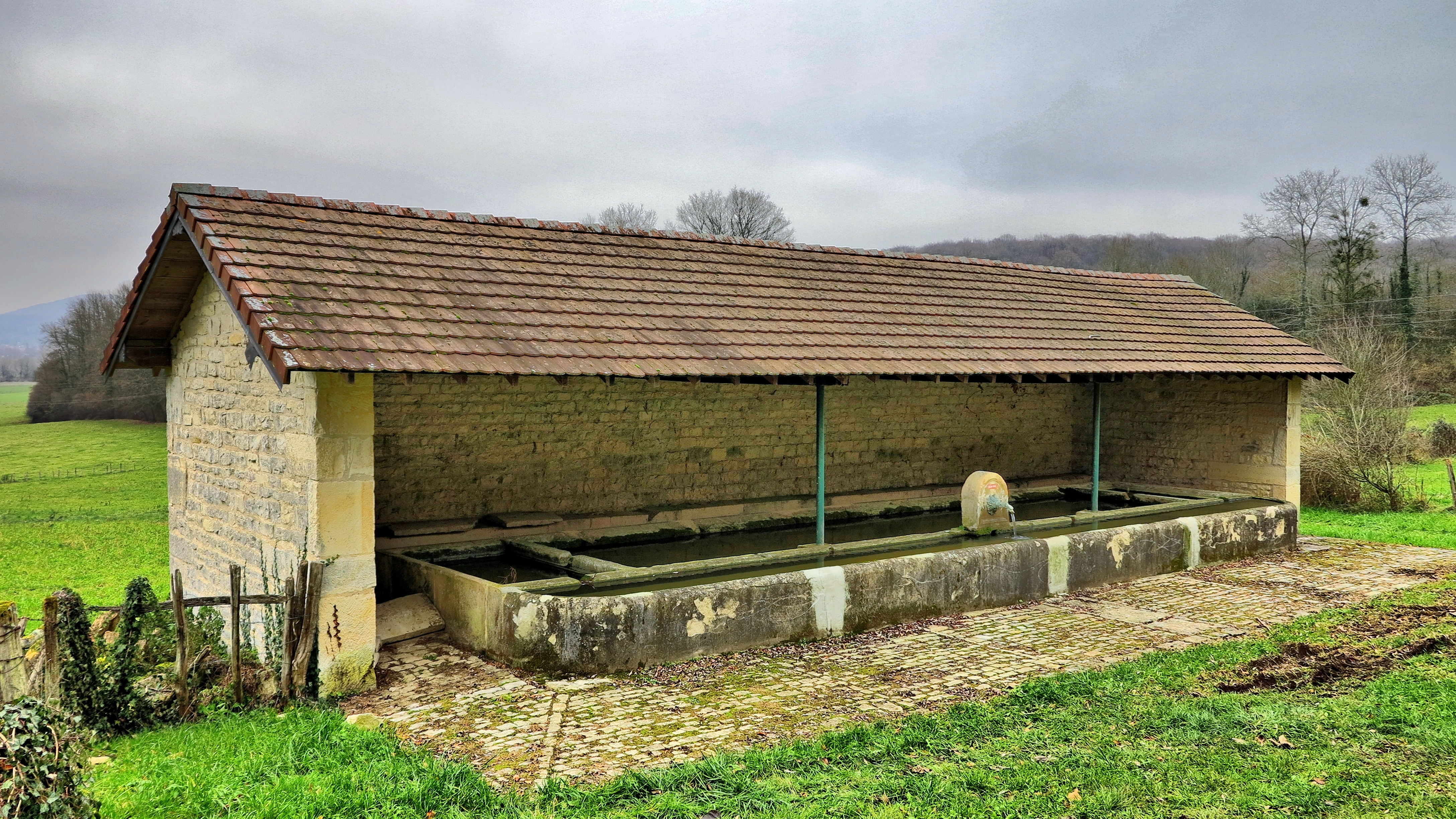
La fontaine-lavoir-abreuvoir.
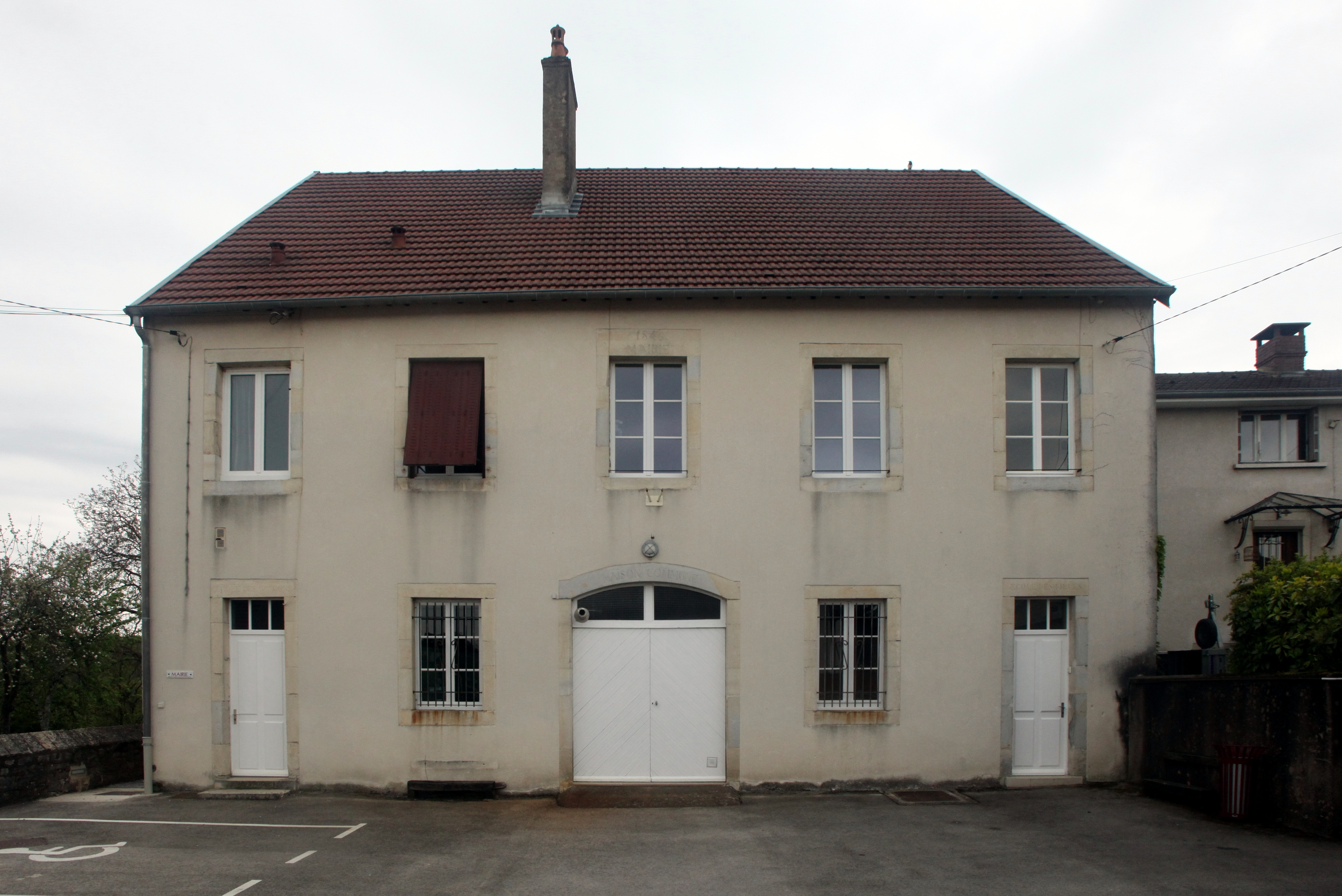
Mairie.
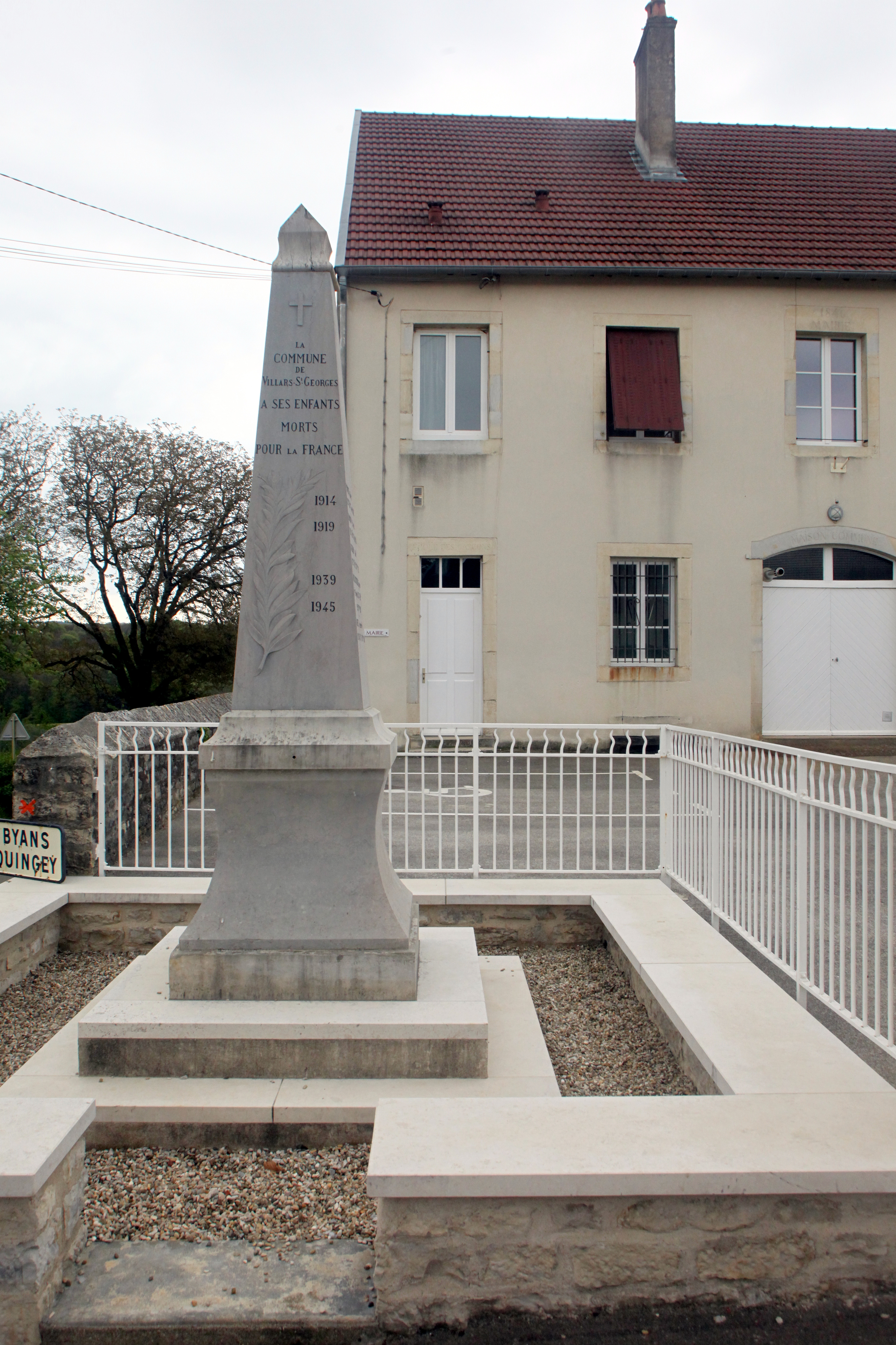
Monument aux morts.
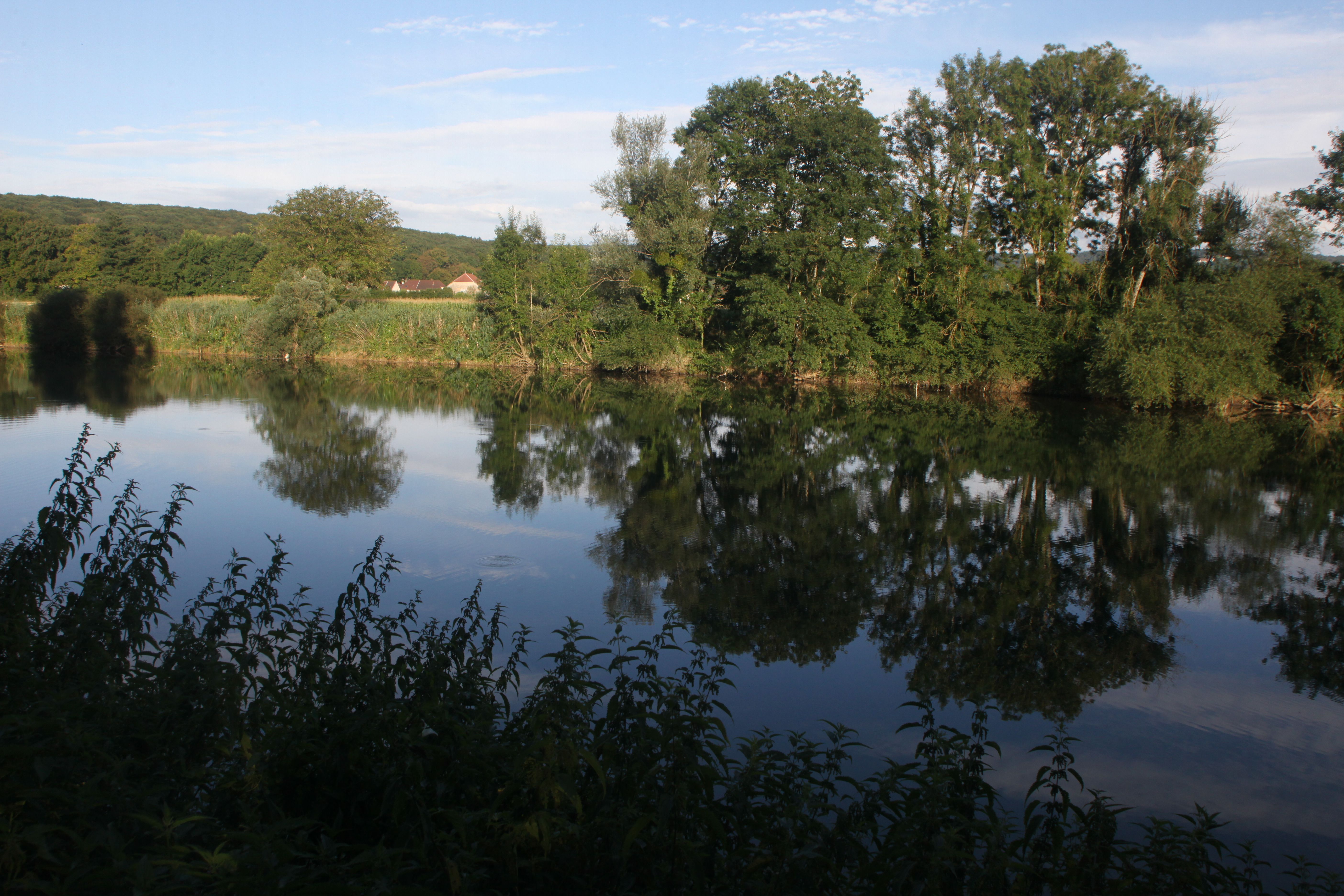
Le Doubs à Villars-Saint-Georges.

## Personnalités liées à la commune
Raymond Besson (1938-2020), chercheur dans le domaine des systèmes temps-fréquence.
Charles-Louis Arbilleur, avocat au Parlement, descendant d'une vieille famille bisontine, se rend acquéreur de terres communales en 1763.